# Adrian Künzi
Adrian Künzi (1973) è un imprenditore e dirigente d'azienda svizzero, presidente dal 2012 della direzione generale della banca privata Notenstein.

## Profilo
Adrian Künzi studia economia all'Università di San Gallo (HSG), dove consegue il dottorato in Finance, quindi prosegue gli studi all'Università di Cambridge (UK), ottenendo un master in Management Studies. Nel 2001 entra nella divisione Investment Banking di Goldman Sachs (Francoforte), che lascia nel 2003 per assumere la direzione del settore Investment Office di Wegelin & Co. Banchieri Privati. Dal 2007 al 2012 è socio illimitatamente responsabile e membro della Direzione Generale di Wegelin. In questa funzione promuove la creazione e lo sviluppo della rete bancaria nella Svizzera francese e dell'attività con clienti istituzionali nonché dei servizi di family office. Adrian Künzi ricopre dal gennaio 2012 la carica di CEO della banca privata Notenstein, oltre ad essere investito di alcuni mandati selezionati, tra i quali quello di membro del Consiglio di Amministrazione di Leonteq, una società quotata alla Borsa svizzera.